# Fotoionização

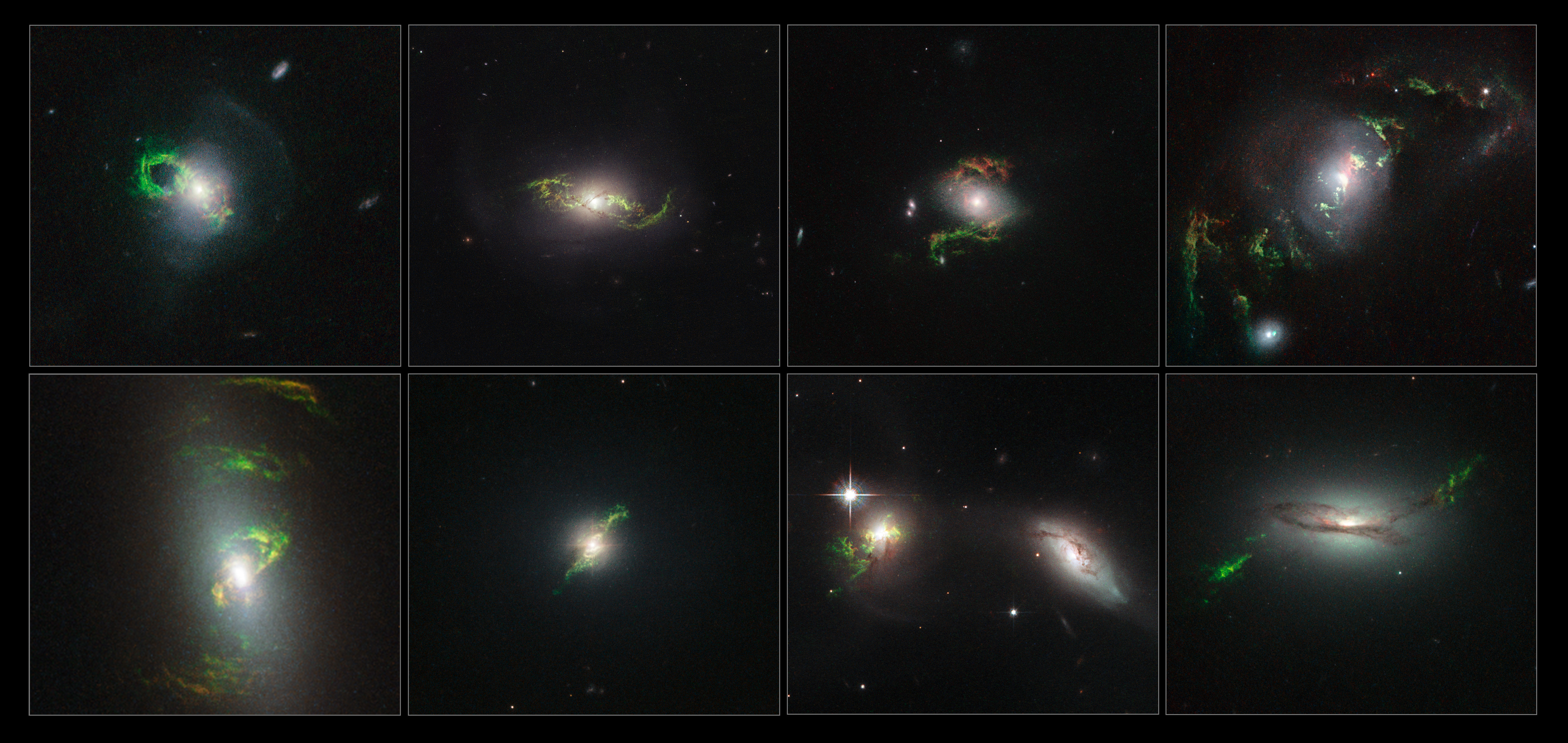

Fotoionização e a utilização da energia do foton para ionizar um elemento, removendo-lhe um eletron .